# Филантропини
Филантропини (на гръцки: Φιλανθρωπηνός) е знатна византийска фамилия засвидетелствана за първи път в средата на XIII век. Представители на семейството са редица военни и държавници на империята до самия ѝ край. Предполага се, че фамилното им означение с етимология от „филантроп“ произлиза от манастира на Христос Филантропос („Христос приятел на човека“) в Константинопол. Някои членове на семейството използват съставното фамилно име Дука Филантропин, което предполага според някои изследователи, че са отделен клон на фамилията.
Първият известен член на фамилията е Алексий Дука Филантропин, за първи път засвидетелстван около 1255 г. като дук на Охрид. Алексий е протостратор и в крайна сметка и велик дук. Последните представители на фамилията са засвидетелствани през XV век – Георги Дука Филантропин, месазон на Йоан VIII Палеолог и Алексий Ласкарис Филантропин – мегастратопедарх, управител на Патра през 1445 г. и приятел на Висарион Никейски.
От друга страна, т.е. от фамилен клон, представител на фамилията е Вели Махмуд паша, велик везир на Османската империя.